# Osmoxylon orientale
Osmoxylon orientale är en araliaväxtart som först beskrevs av André Guillaumin, och fick sitt nu gällande namn av Benjamin Clemens Masterman Stone. Osmoxylon orientale ingår i släktet Osmoxylon och familjen Araliaceae. Inga underarter finns listade.